# Ratpenat de ferradura de Francis
El ratpenat de ferradura de Francis (Rhinolophus francisi) és una espècie de ratpenat de la família dels rinolòfids. Viu a Indonèsia, Malàisia i Tailàndia. És un ratpenat de petites dimensions, amb una llargada de cap a gropa de 63,4 mm, els avantbraços de 52,9–54,7 mm, la cua de 30,91–38 mm, els peus de 13,5–15,5 mm, les orelles de 23,81–27 mm i un pes de fins a 18 g. S'alimenta d'insectes. Fou anomenat en honor de Charles M. Francis.